# Kompania graniczna KOP „Hołny Wolmera”

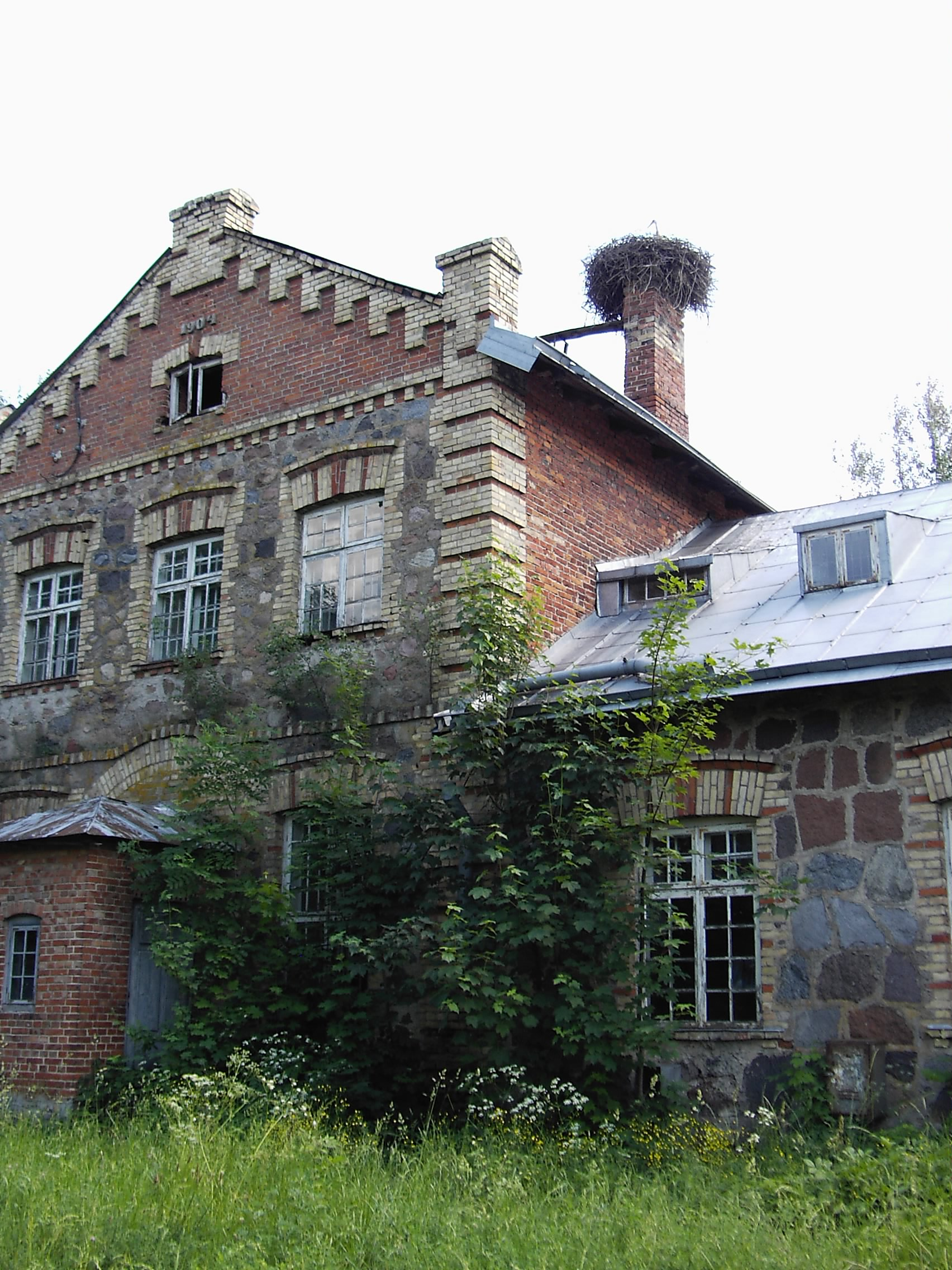
Obiekty KOP w Hołnach Wolmera; stan w 2011 roku

Kompania graniczna KOP „Hołny Wolmera” – pododdział graniczny Korpusu Ochrony Pogranicza pełniący służbę ochronną na granicy polsko-litewskiej.

## Formowanie i zmiany organizacyjne
Na podstawie rozporządzenie Ministra Spraw Wewnętrznych nr 1099 ze stycznia 1926, w trzecim etapie organizacji Korpusu Ochrony Pogranicza, sformowano 23 batalion graniczny, a w jego składzie 2 kompanię graniczną KOP. W listopadzie 1936 kompania etatowo liczyła 2 oficerów, 6 podoficerów, 3 nadterminowych i 62 żołnierzy służby zasadniczej. W 1939 2 kompania graniczna KOP „Hołny” podlegała dowódcy batalionu KOP „Sejny”.

## Służba graniczna
Podstawową jednostką taktyczną Korpusu Ochrony Pogranicza przeznaczoną do pełnienia służby ochronnej był batalion graniczny. Odcinek batalionu dzielił się na pododcinki kompanii, a te z kolei na pododcinki strażnic, które były „zasadniczymi jednostkami pełniącymi służbę ochronną”, w sile półplutonu. Służba ochronna pełniona była systemem zmiennym, polegającym na stałym patrolowaniu strefy nadgranicznej i tyłowej, wystawianiu posterunków alarmowych, obserwacyjnych i kontrolnych stałych, patrolowaniu i organizowaniu zasadzek w miejscach rozpoznanych jako niebezpieczne, kontrolowaniu dokumentów i zatrzymywaniu osób podejrzanych, a także utrzymywaniu ścisłej łączności między oddziałami i władzami administracyjnymi. Miejscowość, w którym stacjonowała kompania graniczna, posiadała status garnizonu Korpusu Ochrony Pogranicza.
2 kompania graniczna „Hołny Wolmera” w 1934 ochraniała odcinek granicy państwowej szerokości 26 kilometrów 700 metrów.
Sąsiednie kompanie graniczne:
- 1 kompania graniczna KOP „Wiżajny” ⇔ 3 kompania graniczna KOP „Kalety” – 1928[6]
- 4 kompania graniczna KOP „Puńsk” ⇔ 3 kompania graniczna KOP „Kalety” – 1938[7]

## Struktura organizacyjna
Strażnice kompanii w 1928
- strażnica KOP „Buraki”
- strażnica KOP „Poluńce”
- strażnica KOP „Borysówka”
- strażnica KOP „Dusznica”
- strażnica KOP „Hołny Mejera”[b]
- Strażnica KOP „Hołny Wolmera”
- strażnica KOP „Adelin”

Strażnice kompanii w 1929
- strażnica KOP „Buraki”
- strażnica KOP „Borysówka”
- strażnica KOP „Hołny Mejera”
- Strażnica KOP „Hołny Wolmera”

Strażnice kompanii w latach 1932 – 1939
- strażnica KOP „Hołny Majera”[c]
- strażnica KOP „Hołny Wolmera”[d]
- strażnica KOP „Budwiec”[e][f]

## Dowódcy kompanii
- kpt. piech. Zenon Jabłoński[g] (– 1939)